# 態度変容
態度 (たいど、attitudes)は、ある対象に対する関連する信念と行動である。それらは安定しておらず、他の人々のコミュニケーションと行動のために、社会的影響、および認知的不協和が発生したとき、つまり2つの態度または態度と行動が対立するときに、認知の一貫性を維持したいという個人の動機によって変化する可能性がある。態度と態度対象は、感情的および認知的要素の機能である。連想ネットワークの構造間構成は、単一ノードのアクティブ化によって変更できることが示唆されている。したがって、感情的または感情的なノードをアクティブにすることによって、態度の変化が可能になる可能性があるが、感情的な要素と認知的な要素は絡み合う傾向がある。つまり、常識的に考えれば、行動は態度変容によって引き起こされると考えられるが、実際にはこれは一種の幻想である。行動はむしろ社会的状況によって引き起こされるのが普通であり、態度は自分の行動によって変容すると言われている。 